# Bystré (Skřivany)
Bystré je zaniklá vesnice, která se nalézala na katastru obce Skřivany. 

## Historie
První a zároveň jediná písemná zmínka o vesnici Bystré pochází z roku 1443, kdy byla již pustá. Z toho plyne její pravděpodobný zánik během husitských válek. 